# Berlin, New Hampshire
Berlin är en stad i Coos County, New Hampshire, USA med cirka 10 331 invånare år 2000 och 10 051 invånare 2010.
Earl Tupper (1907-1983), grundare av Tupperware föddes i Berlin, NH.

### Fotnoter
1. ↑  ”Berlin city, New Hampshire” (på engelska). American Factfinder. 13 mars 2000. Arkiverad från originalet den 11 juni 2013. https://web.archive.org/web/20130611010502/http://www.census.gov/popest/data/cities/totals/2012/SUB-EST2012.html. Läst 9 september 2017.
2. ↑  ”Berlin city, New Hampshire” (på engelska). American Factfinder. 13 mars 2010. Arkiverad från originalet den 16 mars 2017. https://web.archive.org/web/20170316101545/https://factfinder.census.gov/faces/nav/jsf/pages/community_facts.xhtml. Läst 9 september 2017.